# Râul Juncani
Râul Juncani este un curs de apă, afluent al râului Valea Albă.  